# Communauté de communes du Sud Marnais
Die Communauté de communes du Sud Marnais ist ein französischer Gemeindeverband mit der Rechtsform einer Communauté de communes im Département Marne in der Region Grand Est. Sie wurde am 30. Dezember 1998 gegründet und umfasst 14 Gemeinden. Der Verwaltungssitz befindet sich im Ort Fère-Champenoise.

## Mitgliedsgemeinden
| Gemeinde                              | Einwohner 1. Januar 2022 | Fläche km² | Dichte Einw./km² | Code INSEE | Postleitzahl |
| ------------------------------------- | ------------------------ | ---------- | ---------------- | ---------- | ------------ |
| Angluzelles-et-Courcelles             | 143                      | 13,70      | 10               | 51010      | 51230        |
| Bannes                                | 248                      | 23,33      | 11               | 51035      | 51230        |
| Broussy-le-Grand                      | 312                      | 21,31      | 15               | 51090      | 51230        |
| Connantray-Vaurefroy                  | 137                      | 28,83      | 5                | 51164      | 51230        |
| Connantre                             | 1.006                    | 28,55      | 35               | 51165      | 51230        |
| Corroy                                | 149                      | 19,97      | 7                | 51176      | 51230        |
| Euvy                                  | 79                       | 14,43      | 5                | 51241      | 51230        |
| Faux-Fresnay                          | 330                      | 27,26      | 12               | 51243      | 51230        |
| Fère-Champenoise                      | 2.181                    | 65,89      | 33               | 51248      | 51230        |
| Gourgançon                            | 146                      | 29,15      | 5                | 51276      | 51230        |
| Marigny                               | 115                      | 11,73      | 10               | 51351      | 51230        |
| Ognes                                 | 60                       | 7,79       | 8                | 51412      | 51230        |
| Pleurs                                | 826                      | 16,72      | 49               | 51432      | 51230        |
| Thaas                                 | 102                      | 10,47      | 10               | 51565      | 51230        |
| Communauté de communes du Sud Marnais | 5.834                    | 319,13     | 18               | –          | –            |